# Sylabariusz cypryjski

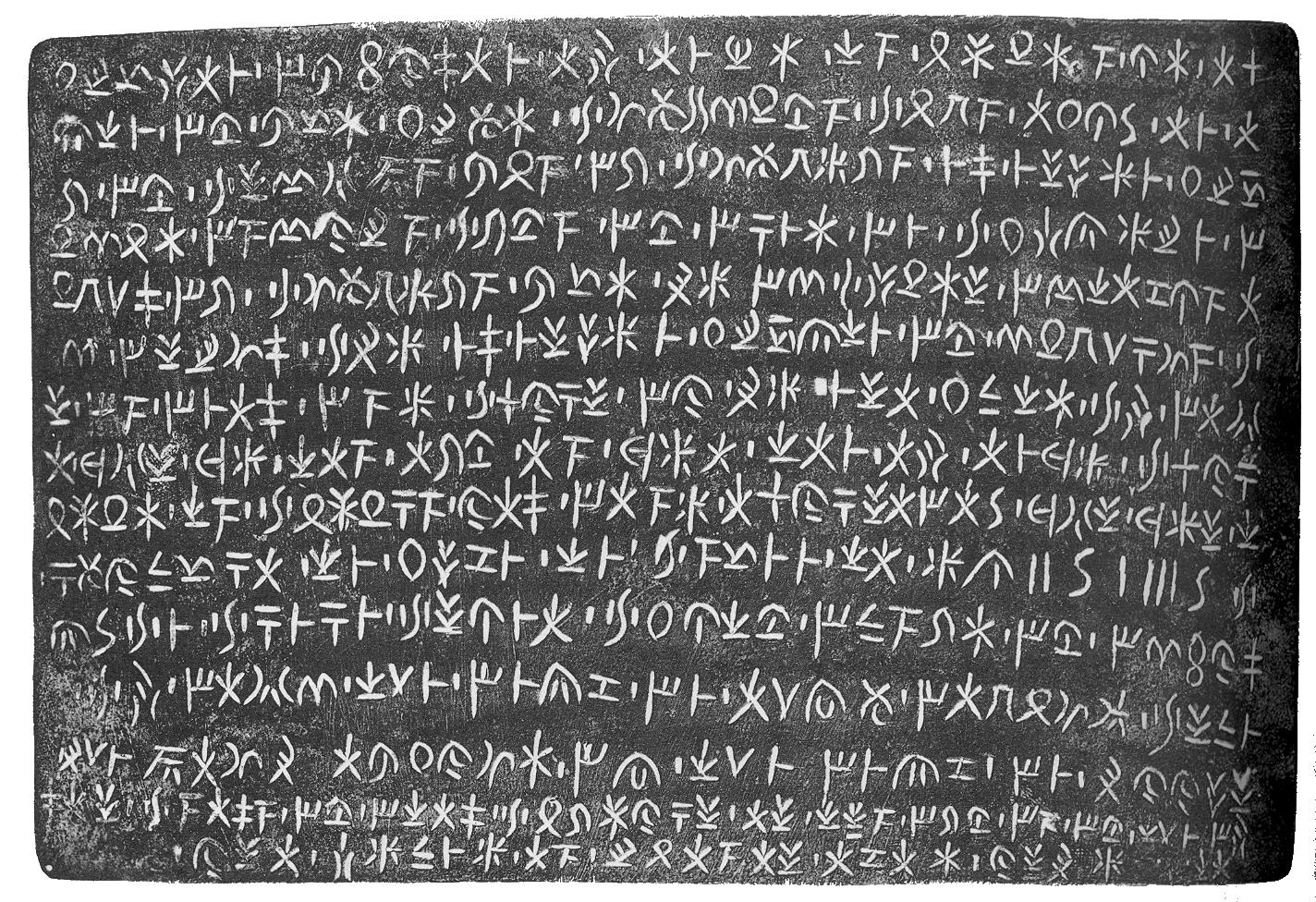
Tabliczka z inskrypcją cypryjską

Sylabariusz cypryjski – system zapisu języka cypryjskiego, sylabariusz. Pierwszą, nieudaną próbę jego odczytania na podstawie inskrypcji na monetach podjął w roku 1852 francuski hrabia Honoré d'Albert de Luynes. Podstawą odczytania był znaleziony w latach późniejszych dwujęzyczny cypryjsko-fenicki tekst. Aktualnie zostały zidentyfikowane prawie wszystkie znaki sylabariusza.
Sylabariusz liczy 54 znaki. Siedem z nich jest bardzo podobnych do pisma linearnego B.